# 고야노세정
고야노세정 (고야노세마치)(木屋瀬町)은 일본 후쿠오카현 구라테군에 있던 정이다. 현재의 기타큐슈시 야하타니시구의 일부에 해당한다.